# خوئل مک‌کنزی
خوئل مک‌کنزی (اسپانیایی: Joel Mackenzie‎؛ زادهٔ ۲۰ اکتبر ۱۹۷۹) وزنه‌بردار اهل کوبا بود. وی در بازی‌های المپیک تابستانی ۲۰۰۰ شرکت کرده‌است.